# Полски-Извор
Полски-Извор (болг. Полски извор) — село в Бургасской области Болгарии. Входит в состав общины Камено. Находится примерно в 13 км к югу от центра города Камено и примерно в 15 км к западу от центра города Бургас. По данным переписи населения 2011 года, в селе  проживало 436 человек.

## Население
| Год     | 1934 | 1946 | 1956 | 1965 | 1975 | 1985 | 1992 | 2001 | 2011 |
| ------- | ---- | ---- | ---- | ---- | ---- | ---- | ---- | ---- | ---- |
| Жителей | 763  | 991  | 962  | 749  | 612  | 445  | 422  | 493  | 436  |

| Национальность | Человек | Процент |
| -------------- | ------- | ------- |
| болгары        | 420     | 97,22%  |
| другие         | 11      | 2,55%   |
| Всего ответов  | 432     |         |

|  |